# Джон Вільям Реймонд
Джон Вільям Реймонд (англ. John William Raymond; нар. 1962) — американський військовик, генерал космічних військ США і перший в історії Керівник космічних операцій. Він одночасно виконує функції командувача Космічного Командування Збройних сил Сполучених Штатів і є членом Об'єднаного комітету начальників штабів. До призначення у Космічні сили, він прослужив понад 35 років у ВПС США. Він обіймав посаду заступника начальника штабу з операцій та начальника штабу ВПС США в Пентагоні.

## Нагороди та відзнаки
|  | Значок Командування космічних операцій         |
|  | Значок Командування ракетних операцій          |
|  | Ідентифікаційний значок офісу міністра оборони |
|  | Значок космічного командування США             |

|                                                                                      | Медаль За видатні заслуги ВПС з одним бронзовим дубовим листком                                          |
|                                                                                      | Медаль за відмінну службу в Збройних силах з дубовим листям                                              |
|                                                                                      | Медаль Легіон заслуг з гроном дубового листя                                                             |
| Width-44 crimson ribbon with two width-8 white stripes at distance 4 from the edges. | Медаль за похвальну службу з чотирма дубовими листками                                                   |
|                                                                                      | Похвальна медаль ВПС                                                                                     |
|                                                                                      | Нагорода за видатну єдність частини                                                                      |
|                                                                                      | Відзнака прославленій частині Повітряних сил з двома гронами з дубового листя                            |
|                                                                                      | Відзнака за досконалість організації з двома гронами з дубового листя                                    |
|                                                                                      | Медаль за бойову готовність                                                                              |
|                                                                                      | Відзнака визнання ВПС з дубовими гронами                                                                 |
|                                                                                      | Медаль за службу національній обороні з однією бронзовою зіркою                                          |
|                                                                                      | Експедиційна медаль за війну з тероризмом                                                                |
|                                                                                      | Медаль за службу у війні з тероризмом                                                                    |
|                                                                                      | Медаль за гуманітарну допомогу                                                                           |
|                                                                                      | Відзнака за службу за кордоном ВПС                                                                       |
|                                                                                      | Відзнака за експедиційну службу Повітряних сил із золотою рамкою                                         |
|                                                                                      | Відзнака за тривалу службу у Повітряних силах з одним срібним та двома бронзовими гронами дубового листя |
|                                                                                      | Нашивка влучного стрільця                                                                                |
|                                                                                      | Нашивка за проходження курсу підготовки Повітряних сил                                                   |
|                                                                                      | Офіцер ордена «За заслуги» (Франція)                                                                     |

## Військова кар'єра
| Ранг              | Дата                |
| ----------------- | ------------------- |
| Другий лейтенант  | 20 липня 1984 року  |
| Перший лейтенант  | 20 липня 1986 року  |
| Капітан           | 20 липня 1988 року  |
| Майор             | 1 липня 1996 року   |
| Підполковник      | 1 липня 1999 року   |
| Полковник         | 1 липня 2004 року   |
| Бригадний генерал | 19 серпня 2009 р    |
| Генерал-майор     | 4 травня 2012 року  |
| Генерал-лейтенант | 31 січня 2014 року  |
| Генерал           | 25 жовтня 2016 року |